# Ingrid Thulin
Pour les articles homonymes, voir Thulin (homonymie).
Ingrid Thulin [ˈɪŋːrɪd tɵˈliːn] est une actrice suédoise née le 27 janvier 1926 à Sollefteå (Ångermanland, nord de la Suède) et morte le 7 janvier 2004 à Stockholm.
Elle était, avec Greta Garbo et Ingrid Bergman, la plus connue des actrices suédoises.
Elle incarna l’archétype de la beauté nordique, froide et mystérieuse. Une des égéries du cinéaste Ingmar Bergman, elle a également travaillé sous la direction de Luchino Visconti, Marco Ferreri, Vincente Minnelli, Pierre Granier-Deferre, Alain Resnais ou encore Pierre Koralnik

## Biographie

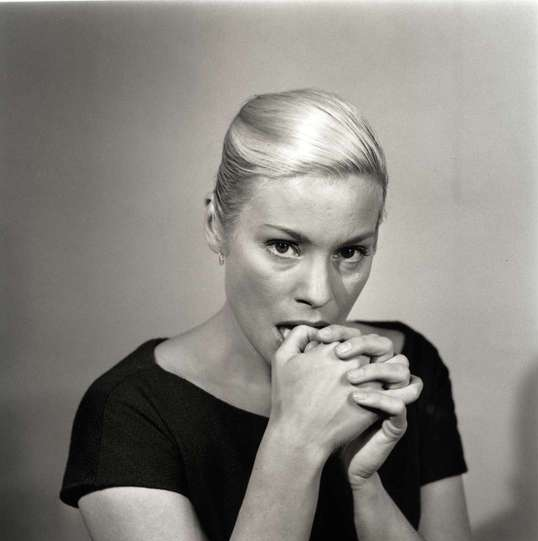
Ingrid Thulin en 1960.

Après une formation de danseuse classique, Ingrid Thulin fait ses débuts de comédienne au Théâtre dramatique royal de Stockholm. Dès les années 1940, elle a de petits rôles de figuration dans quelques longs métrages du cinéma nordique.
En 1954, le réalisateur suédois Ingmar Bergman la découvre au théâtre municipal de Malmö, dans La Guerre de Troie n’aura pas lieu, et décide de la « prendre sous son aile ». Cette rencontre va être le tremplin de sa carrière. Ingrid Thulin enchaîne les films du réalisateur :  Les Fraises sauvages en 1957 ; Au seuil de la vie en 1958, en compagnie de Bibi Andersson et d'Eva Dahlbeck, avec qui elle partage le prix d’interprétation féminine à Cannes. Elle va tourner en tout neuf films avec Bergman.
Au cours de sa carrière, elle joue toute une série de rôles variés, souvent difficiles et émouvants, comme la compagne d’un charlatan dans Le Visage (1958), une institutrice athée amoureuse d’un pasteur doutant de Dieu dans Les Communiants (1963), une malade alcoolique s’adonnant aux plaisirs solitaires dans Le Silence (1963), l’une des trois sœurs de Cris et chuchotements (1973).
À partir des années 1960, Ingrid Thulin participe aussi à des productions internationales comme Les Quatre Cavaliers de l'Apocalypse de Vincente Minnelli, La guerre est finie d’Alain Resnais et Les Damnés de Luchino Visconti.
La Maison du sourire (La casa del Sorriso), de Marco Ferreri, en 1991, marque la fin de sa carrière d’actrice.
Elle a réalisé aussi quelques films et participé à quelques pièces de théâtre à Broadway (New York).
Résidant à Rome à partir de 1964, elle revient dans son pays natal en janvier 2003 pour y faire traiter son cancer, mais elle y meurt l’année suivante.

### Mariages

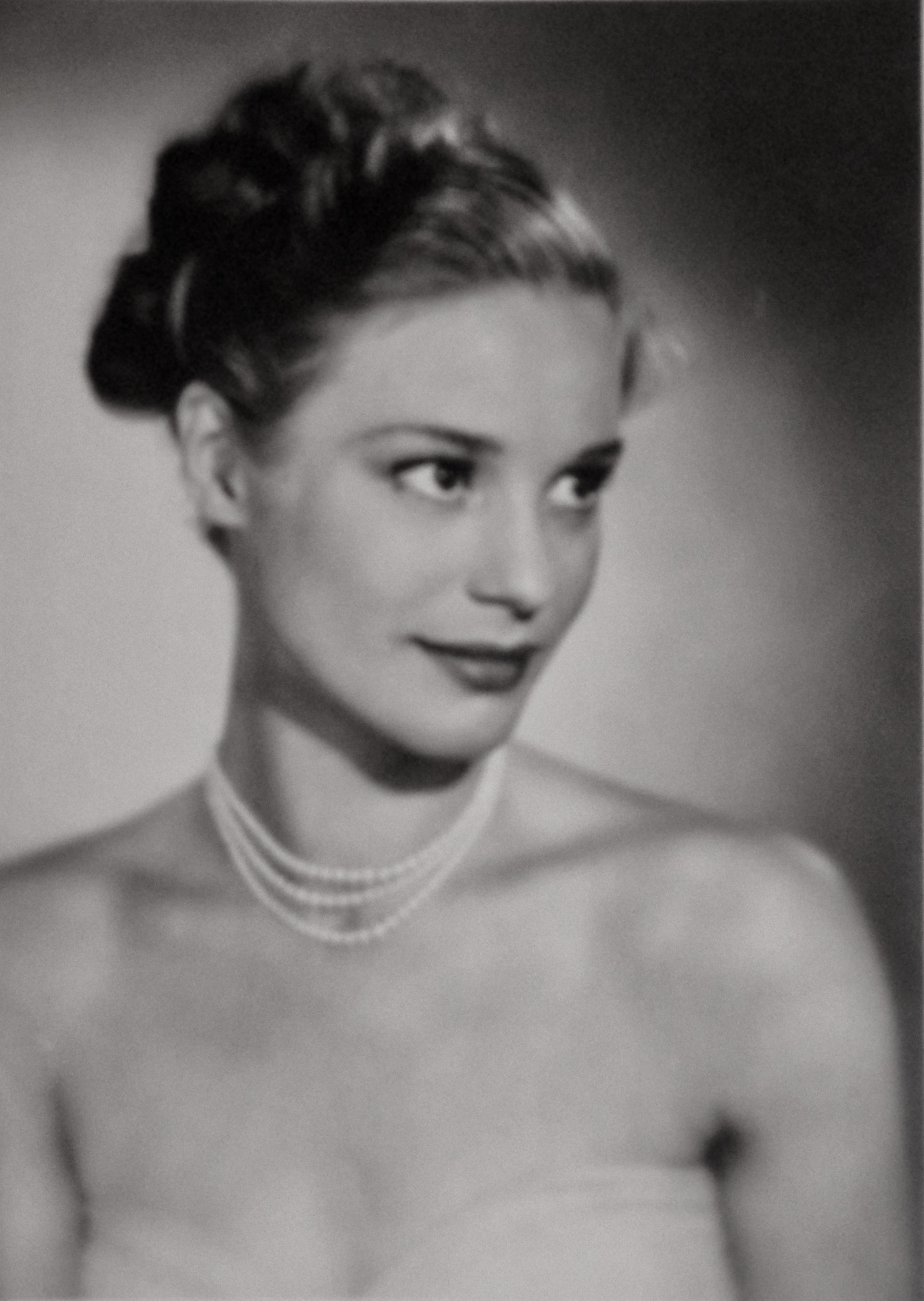
Ingrid Thulin en 1949.

Ingrid Thulin s’est mariée deux fois : avec l’acteur suédois Claes Sylwander (sv), de 1952 à 1955 ; avec Harry Schein (sv), cofondateur de l'Institut suédois du film, de 1959 à 1989.

## Filmographie

### Réalisatrice
- 1965 : Hängivelse (court métrage)
- 1977 : Un et un (sv) (En och en) co-réalisé avec Erland Josephson et Sven Nykvist
- 1982 : Brusten himmel (sv)

### Actrice

#### Cinéma

##### Années 1940
- 1948 : Dit vindarna bär (sv) d'Åke Ohberg (sv) : une fille
- 1948 : Känn dej som hemma d'Egil Holmsen (sv) : Elsa Carlsson (court métrage)
- 1949 : Fils de la mer (sv) (Havets son) de Rolf Husberg (sv) : Gudrun
- 1949 : Kärleken segrar (sv) de Gustaf Molander : Margit Dahlman

##### Années 1950
- 1950 : Hjärter Knekt (sv) de Hasse Ekman : Gunvor Ranterud
- 1950 : När kärleken kom till byn (sv) d'Arne Mattsson : Agneta
- 1951 : L'espoir fait vivre (Leva på 'Hoppet') de Göran Gentele : Yvonne
- 1952 : Rencontre avec la vie (sv) (Möte med livet) de Gösta Werner (sv) : Viola
- 1952 : Kalle Karlsson från Jularbo (sv) d'Ivar Johansson : Elsa
- 1953 : Nuit d'amour sur le lac (sv) (En skärgårdsnatt) de Bengt Logardt (sv) : Ingrid
- 1953 : Göingehövdingen (sv) d'Åke Ohberg (sv) : Anna Ryding
- 1954 : I rök och dans (sv) d'Yngve Gamlin et Bengt Blomgren : la femme dans la meule de foin (non créditée)
- 1954 : Två sköna juveler (sv) de Rolf Husberg (sv) : Lilly Fridh
- 1955 : Danssalongen (sv) de Börje Larsson (sv) : Cecilia
- 1955 : Hoppsan! (sv) de Stig Olin : Malou Hjorthage
- 1956 : L'Énigmatique Monsieur D (Foreign Intrigue) de Sheldon Reynolds : Brita (sous le pseudonyme d'Ingrid Tulean)
- 1956 : Pettersson i Annorlunda (sv) de Per Gunvall (sv) : Kajsa (court métrage)
- 1957 : Les Enfants du vice (sv) (Det händer i natt) d'Arne Ragneborn (sv) : Lily
- 1957 : Les Fraises sauvages (Smultronstället) d’Ingmar Bergman : Marianna Borg
- 1958 : Au seuil de la vie (Nära livet) d’Ingmar Bergman : Cecilia Ellius
- 1958 : Le Visage (Ansiktet) d’Ingmar Bergman : Manda Vogler, alias Mr Aman

##### Années 1960
- 1960 : Le Juge (Domaren) d'Alf Sjöberg : Brita Randel
- 1962 : Les Quatre Cavaliers de l'Apocalypse (The Four Horsemen of the Apocalypse) de Vincente Minnelli : Marguerite Laurier
- 1962 : Les Communiants (Nattvärdgästerna) d’Ingmar Bergman : Märta Lundberg, l'institutrice
- 1962 : Agostino de Mauro Bolognini : la mère d'Agostino
- 1963 : Le Silence (Tystnaden) d'Ingmar Bergman : Ester, la sœur aînée
- 1963 : Sextet (da) (Sekstet) de Annelise Hovmand : Elaine
- 1964 : Un certain désir (Die Lady) de Hans Albin et Peter Berneis : Nadine
- 1965 : Le démon est mauvais joueur (Return from the Ashes) de J. Lee Thompson : Dr Michele « Mischa » Wolf
- 1966 : Jeux de nuit (Nattlek) de Mai Zetterling : Irene
- 1966 : La guerre est finie d'Alain Resnais : Marianne
- 1967 : L'Heure du loup (Vargtimmen) d’Ingmar Bergman : Veronica Vogler
- 1967 : Domani non siamo più qui de Brunello Rondi : Gioia
- 1968 : Le Diable sous l'oreiller (Un diablo bajo la almohada) de José María Forqué : Camila
- 1968 : Badarna (sv) de Yngve Gamlin : la cuisinière
- 1968 : Adélaïde de Jean-Daniel Simon : Elisabeth Hermann
- 1968 : O.K. Stuchensko de José Luis Madrid : la fille Nando
- 1969 : Les Damnés (La caduta degli dei) de Luchino Visconti : baronne Sophie von Essenbeck

##### Années 1970
- 1971 : Je suis vivant ! (La corta notte delle bambole di vetro) d'Aldo Lado : Jessica
- 1971 : L'Effroyable Machine de l'industriel NP (N.P. - Il segreto) de Silvano Agosti : la femme de NP
- 1972 : Cris et Chuchotements (Viskningar Och Rop) d'Ingmar Bergman : Karin
- 1973 : La Sainte Famille de Pierre Koralnik : Maria
- 1974 : En handfull kärlek de Vilgot Sjöman : Inez Crona
- 1974 : E cominciò il viaggio nella vertigine de Toni De Gregorio (it) : Tatiana Ivanovna Zilienina
- 1974 : Moïse (Mosè) de Gianfranco De Bosio : Myriam
- 1975 : Monismanien 1995 (sv) de Kenne Fant (sv) : l'enquêtrice personnelle
- 1975 : La Cage de Pierre Granier-Deferre : Hélène
- 1976 : Salon Kitty (Salon Kitty) de Tinto Brass: Kitty Kellermann
- 1976 : L’Agnese va a morire de Giuliano Montaldo : Agnese
- 1977 : Le Pont de Cassandra (The Cassandra Crossing) de George Pan Cosmatos : Dr Elena Stradner
- 1978 : Un et un (sv) (En och en) d'Erland Josephson, Sven Nykvist et Ingrid Thulin : Yiva

##### Années 1980 et 1990
- 1987 : Contrôle (Il giorno prima) de Giuliano Montaldo : Mrs Havemeyer
- 1987 : Orn de Fred de Fooko
- 1991 : La Maison du sourire (La casa del sorriso) de Marco Ferreri : Adelina

#### Télévision
- 1954-1955 : Foreign Intrigue (en), série télévisée créée par Sheldon Reynolds : une mannequin, Ilsa, Crystal, Joanna Vandeer et Karin (saison 4)
- 1959 : Älska, téléfilm de Hans Abramson : Hélène
- 1959 : Vår ofödde son, téléfilm de Hans Abramson : Helena Andersson
- 1961 : Syskon, téléfilm de Hans Abramson : Irène
- 1962 : Intermezzo, téléfilm de Ron Winston : Anita Hoffman
- 1963 : Le Songe (Ett drömspel), téléfilm d'Ingmar Bergman : Agnès
- 1963 : Espionage, épisode The Incurable One de Stuart Rosenberg : Celeste (saison 1, episode 3)
- 1969 : Le Rite (Riten), téléfilm d'Ingmar Bergman : Thea Winkelmann
- 1973 : Puccini, feuilleton de Sandro Bolchi : Sibyl Seligman (épisodes 4 & 5)
- 1983 : Après la répétition (Efter repetitionen, After the Rehearsal), téléfilm d’Ingmar Bergman : Rakel Egerman
- 1985 : Le Corsaire (Il Corsaro), feuilleton de Franco Giraldi : Catherine
- 1988 : Cuore di mamma, téléfilm de Gioia Benelli : Eloisa

## Théâtre
- 1967 : Silence, l'arbre remue encore de François Billetdoux, mise en scène Antoine Bourseiller, Festival d'Avignon

## Distinctions
- Ingrid Thulin a reçu le prix collectif d’interprétation féminine au Festival de Cannes 1958 avec ses partenaires Bibi Andersson, Eva Dahlbeck et Barbro Hiort af Ornäs pour Au seuil de la vie d'Ingmar Bergman.
- Prix David di Donatello spécial en 1974 avec ses partenaires Liv Ullmann, Harriet Andersson et Kari Sylwan pour Cris et chuchotements d'Ingmar Bergman.